# José María Klix
José María Klix (n. provincia de Misiones, 25 de diciembre de 1925 - f. Buenos Aires, 27 de marzo de 2019), fue un aviador militar argentino que ocupó el cargo de ministro de Defensa Nacional durante la dictadura de Jorge Rafael Videla.

## Biografía

### Primeros años
Tras culminar con sus estudios de educación secundaria, José María Klix ingresó como cadete de la Escuela de Aviación Militar el 1 de marzo de 1942. El 7 de diciembre de 1945 egresó como alférez del escalafón general, con orden de mérito 9 sobre un total de 112 egresados de la promoción 11° de la mencionada institución aeronáutica militar. Uno de sus compañeros de promoción fue el entrerriano alférez Héctor Luis Fautario, quien décadas más tarde sería designado titular de la Fuerza Aérea Argentina por el presidente Héctor Cámpora y posteriormente respaldado en su mandato por los presidentes Raúl Alberto Lastiri, Juan Domingo Perón y María Estela Martínez de Perón.
Como especialista en defensa antiaérea se lo destinó a unidades de esta área. José María Klix fue también instructor en «Instrucción y Vigilancia Aérea».
Posteriormente fue secretario del asesor de las Fuerzas Armadas argentinas ante la Organización de las Naciones Unidas. Con posterioridad fue agregado aeronáutico ayudante en la embajada argentina en los Estados Unidos.
Posteriormente fue jefe del Grupo 1 de Transporte Aéreo, y luego fue el subjefe del Comando General de la Fuerza Aérea Argentina.

### Sublevación y retiro
Pasó a retiro junto al brigadier general Héctor Luis Fautario luego de una sublevación en la aeronáutica comandada por el entonces brigadier Orlando Jesús Capellini que tuvo lugar el 18 de diciembre de 1975. José María Klix, quien era el segundo oficial más antiguo de la aeronáutica después de Fautario, pasó a retiro en forma automática junto con todos los brigadieres mayores luego de que ese mismo día María Estela Martínez de Perón nombrara como nuevo comandante general al brigadier Orlando Ramón Agosti. Su pase a retiro efectivo se efectivizó el 31 de enero de 1976.

## Ministro
Tras el golpe de Estado perpetrado el 24 de marzo de 1976 que depuso a la mandataria constitucional María Estela Martínez de Perón, José María Klix fue designado por el presidente de facto Jorge Rafael Videla para ocupar el cargo de ministro de Defensa desde el 29 de marzo de 1976. El día 6 de noviembre de 1978, Klix se apartó de ese cargo.
El 10 de abril de 1978, se hizo cargo interinamente del Ministerio de Relaciones Exteriores y Culto, durante la ausencia de Oscar Antonio Montes.